# ازاره

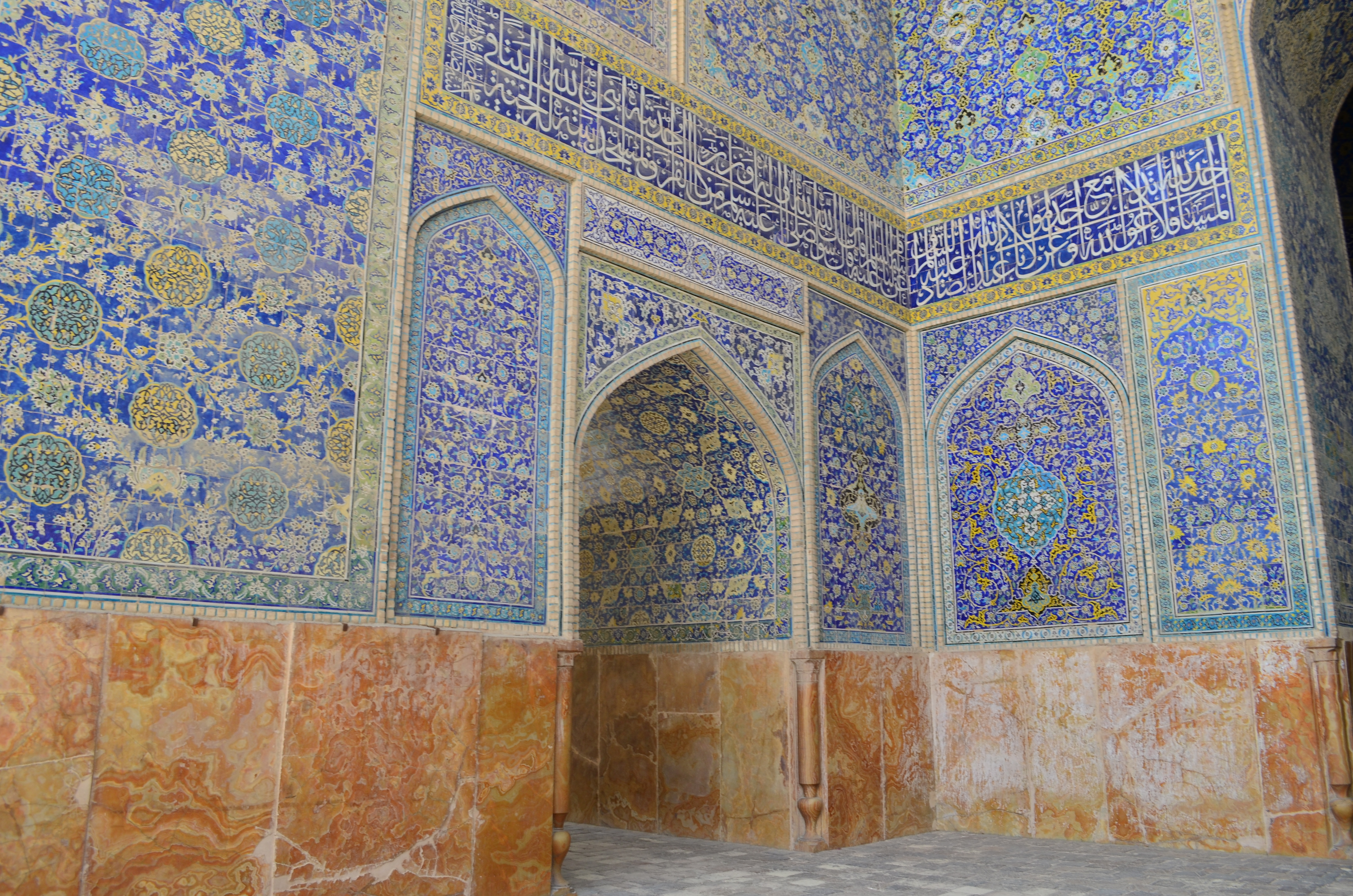
ازاره‌های دیوار مسجد شاه اصفهان

اِزارِه بخش سنگی از دیوار اتاق یا ایوان است که از کف طاقچه تا روی زمین باشد.
ارتفاع سنگ ازاره با توجه با ارتفاع برف گیری هر منطقه ، متفاوت در نظر گرفته می شود .
بدین منظور ، معمولا هر چه ارتفاع اسمی برف در منطقه بیشتر باشد ، ازاره نیز با ارتفاع بیشتر اجرا می شود ، در برخی مناطق ازاره ۵۰ ، گاهی ۲ سنگ ۲۰، یا ۲ سنگ ۳۰ و .. حتی بیشتر اجرا شده است .
در برخی فضاهای داخلی نیز که در ارتباط با عوامل جوی و ... نیستند ، بسته به نوع کاربری ، ارتفاعی ازاره می شود که در معرض آسیب بیشتری است .
در منزل جهت حفاظت از ضربه مبلمان و جارو و ... کمترین ارتفاع ۱۰ سانتی متر است (حتی ۸ سانتی متر ) و در فضاهای عمومی مثل اماکن دولتی ، مساجد و زیارتگاه برای حفاظت از کودکان و تکیه گاه مراجعین ، این ارتفاع تا بیش از یک متر هم اجرا شده است .

## سنگ ازاره
نظر به اینکه ساختمان همواره در برابر عوامل جوی و اقلیمی قرار دارد و می‌بایست در شرایط مختلف ثبات و پایداری خود را حفظ کند، به منظور پیشگیری از نفوذ رطوبت و نم کشیدگی دیوار در پای بنا سنگ مثنی قرار می‌دهند. از آنجاییکه دیوارها، آجر و خاک و ملات خاصیت مکندگی زیاد آب را دارند، سنگ مثنی این نقص را جبران می‌کند و مانع از رسیدن رطوبت ناشی از نزولات جوی اعم از برف و باران در کنار ساختمان و پیاده روها به عمق و ارتفاع دیوار می‌شود.
به‌طور کلی؛ به سنگی که پیرامون ساختمان و در پای دیوار نصب می‌شود سنگ مثنی یا سنگ ازار هٔ ساختمان گفته می‌شود.(نام دیگر آن سنگ تیشه‌است.)
از آنجا که سنگ یک عنصر طبیعی است ؛ بهترین سازگاری را با محیط پیرامون خود دارد. این بدان معناست که ما اگر به جای سنگ در پای ساختمان از آجر استفاده کنیم، چون آجر ساختهٔ دست بشر است در برابر عوامل طبیعی و جوی مقاومت زیادی ندارد.ضمناً اگر به جای سنگ پای بنا آجر قرار دهیم؛آجر به خاطر درگیری با رطوبت و نم سطح زمین شوره می‌بندد.
این سنگ در واقع نمای کرسی چینی ساختمان را می‌پوشاند و معمولاً ارتفاع آن از ۳۰ سانتی متر کمتر است. در ساختمان‌های آجری به جای چند رج اولیهٔ بنا سنگ مثنی با ارتفاع ۲۰ تا ۲۵ سانتی‌متر چیده می‌شود تا مقدار زیادی از نفوذ رطوبت به شرحی که گفته شد پیشگیری نماید. در ضمن به ساختمان‌های آجری شکل و زیبایی خاصی می‌دهد.
نکته مهمی که لازم به ذکر است آن است که باران پس از نزول به سطح زمین به خاطر آنکه تمام انرژی خود را در اولین برخورد با سطح از دست نمی‌دهد ؛ دوباره مقداری به بالا برمی گردد که این مقدار از ۱۵ سانتیمتر تجاوز نمی‌کند؛در واقع به این دلیل ارتفاع مناسب سنگ ازاره پیش‌بینی می‌شود و معمولاً آن را ۲۰ سانتیمتر در نظر می‌گیرند. متن صفحه.

## آسیب در ازاره‌ها
از عوامل اصلی آسیب در ازاره‌ها می‌توان به موارد زیر اشاره کرد:
- نبود شیب بندی مناسب در پای ازاره‌ها که موجب بجا ماندن آب باران و فرسایش سنگ می‌شود.
- شیب بندی نامناسب و جمع شدن آب پای ازاره
- لرزش‌های ناشی از حرکت وسایل نقلیه و انفجارهای خفیف
- آلودگی هوا و وجود ذرات آلاینده شیمیایی ناشی از وسایل نقلیه و ...
- روش‌های نادرست مرمت در گذشته مانند دوغاب ریزی گچ در پشت ازاره ها
- عدم رسیدگی و مراقبت و حفاظت از سنگها
- از میان رفتن استحکام و تراکم خاک پی

سنگ‌های ازاره به‌طور معمول از قسمت بالا دچار رانش شده و به سمت جلو آمده و در مواردی کاشی‌های بالا را نیز با خود به همراه آورده‌است. علت اصلی این رویداد فرسودگی و خورده شدن پای سنگ است. چون سنگ ازاره بیشتر جنبه تزیینی داشته و نقش باربری ندارد که رانش حاصل از بار علت آن باشد. هنگامی که سنگ به دلایل مختلفی چون رطوبت و جمع شدن آب در پای آن فرسوده می‌گردد دیگر این سنگ نمی‌تواند بار حاصل از وزن بسیار خود را تحمل کند و در نتیجه پای آن که پوسیده شده اندکی نشست می‌کند و در بالا از جای خود خارج می‌شود. بار کاشی نیز در آنجایی که روی ازاره می‌باشد یا به سنگ پیوند دارد همراه با نشست و جابجایی ازاره حرکت می‌کند.
یکی از اقداماتی که برای استحکام ازاره‌ها بسیار انجام می‌شده ریختن دوغاب گچ در پشت ازاره بوده که این کار با توجه به ضریب انبساطی گچ موجب وارد آمدن فشار به سنگ و بیرون آوردن آن از جایگاهش می‌شد. دوغاب گچ مانند یک گوه می‌ماند که در شکاف چوب گذاشته می‌شود و آن شکاف را بیشتر می‌کند.
وصالی، لقمه گذاری یا تکه بری روش دیگری است که بیشتر برای مرمت گلدونی‌ها و ستونچه‌های آسیب دیده که دچار خوردگی یا شکستگی شده‌اند بکار می‌رود. در این روش تکه سنگی را در اندازه مورد نیاز فراهم آورده و به بخش آسیب دیده با ملات یا چسب مخصوص می‌چسبانند.
در مواردی بر روی بخش‌های شکسته و خورده شده و ترک‌ها با ملاتهای مختلف به ویژه سیمان اندود می‌کشیدند. این ملاتها بیشتر سیمان و چسب و خرده سنگ بوده که البته بیشتر در اثر انقباض و انبساط طبله کرده و کنده می‌شدند. به اندود در معماری سنتی پوسته چسبانی نیز گفته می‌شود.
البته در مورد این سنگ‌ها آنچه بسیار اهمیت دارد وجود رگه‌های مختلف است. رگه‌هایی چون رگه‌های خاکی، آهن، مس و اکسیدهای مختلف که باید دقت شود که رگه کمتر داشته باشد یا اینکه سنگ رگه دار را در کجا بکار ببرند. از نمونه‌های بسیار عالی، می‌توان به سنگ مرمر سر در مسجد و سنگ یک تکه منبر اشاره کرد.
در برخی جاها برای اتصال سنگ و سازه میخهایی را به کار می‌برند که به‌طور معمول از جنس برنج بوده و به آن اسکوپ یا کفگیرک گفته می‌شود. علت انتخاب برنج آن است که این آلیاژ در برابر اکسید شدن مقاومت بیشتری دارد.

## سنگ ازاره در مسجد جامع عباسی
آغاز ساخت مسجد جامع عباسی در سال ۱۰۲۱ هجری به دستور شاه عباس بوده‌است. اگرچه سردرب آن با شتاب بیشتری ساخته می‌شود تا میدان نقش جهان را کامل کند. ساخت سردرب در سال ۱۰۲۵ هجری پایان می‌یابد . پیترو دلاواله در سال ۱۰۲۶ می‌گوید که مسجد در آن سال تنها پی ریزی شده بود. آخرین تاریخ ثبت شده در مسجد هم مربوط به سال ۱۰۴۰ هجری می‌باشد.
اولئاریوس در سال ۱۰۴۷ می‌آورد که ساخت مسجد در زمان شاه عباس پایان یافته بود و در زمان شاه صفی دیوارها را با سنگ مرمر می‌پوشاندند. شاردن نیز می‌آورد که شاه عباس برای شتاب کار قصد داشت تا سنگ‌های ازاره را از مسجد جامع بیاورد اما ملایان خود را به پای او افکندند و او را منصرف کردند و در همین زمان نیز خبر کشف معدن سنگ مرمر در اردستان می‌رسد که باعث می‌شود مسجد جامع ویران نگردد.
با توجه به گفته شاردن معلوم می‌شود که سنگ‌های مرمر مسجد شاه را از اردستان آورده‌اند و از گفته‌های اولئاریوس نیز چنین برمی آید که تاریخ نصب ازاره‌ها از سال ۱۰۴۷ به بعد در زمان شاه صفی بوده‌است، اگرچه تصمیم گیری برای کندن ازاره‌های مسجد جامع در دوران شاه عباس است.
در طراحی ازاره‌ها از عنصرهای آرایه‌ای مانند ستونچه و گلدونی با نگاره‌های گوناگون استفاده گردیده که هماهنگ نبودن، کامل نبودن و ناهمسانی نگاره‌های آن‌ها مورد بحث دیگری است که آن را به شتاب کار، درگذشت استادکار و عواملی از این دست نسبت می‌دهند. البته به نظر نگارنده این ناهماهنگی و کامل نبودن جای شگفتی دارد، چون اگر چه ساختمان سازی‌های روزگار شاه عباس را با شتاب توصیف می‌کنند، اما چنین ناهماهنگی و ناهمسانی در ازاره‌های مسجد جامع که ساخت آن بسیار پیشتر از روزگار صفوی است هم دیده می‌شود. شاید بتوان انگیزه‌های دیگری چون بیان برخی مفاهیم و عقاید را نیز برای آن‌ها عنوان کرد که خود نیازمند پژوهشی دیگر است. اگر چه راهنمایان گردشگری در برابر شگفتی گردشگران خارجی، برای توجیه همسان نبودن نگاره‌ها مفاهیمی چون یکتا بودن پروردگار و همتا نداشتن او را بیان می‌کنند.